# Glyphis gangeticus
Lo squalo del Gange (Glyphis gangeticus Müller ed Henle, 1839) è una rara specie di squalo della famiglia dei Carcarinidi diffusa nel corso del Gange, in India. Non deve essere confuso con lo squalo leuca, anch'esso presente nel Gange e talvolta chiamato erroneamente «squalo del Gange».

## Descrizione
Nell'aspetto esteriore G. gangeticus mostra le caratteristiche tipiche di tutti i Carcarinidi: corpo tozzo, muso piuttosto arrotondato e occhi piccoli. La prima pinna dorsale è situata sull'ultimo terzo delle pinne pettorali e la sua estremità libera si trova proprio davanti alle pinne pelviche. La seconda pinna dorsale è molto più piccola della prima, sebbene sia ugualmente piuttosto grande. La pinna anale è leggermente più piccola della seconda pinna dorsale. Le pinne pettorali sono larghe e falcate. È presente una fossetta precaudale superiore longitudinale, ma manca la cresta interdorsale. Raggiunge al massimo 2 metri di lunghezza.
Questa specie tende ad avere una colorazione uniforme grigia o marroncina, senza strisce o macchie apparenti.

## Distribuzione
Lo squalo del Gange, come dice il nome, vive solamente nei fiumi dell'India orientale e nord-orientale, soprattutto nell'Hughli (Bengala Occidentale), nel Gange (Assam), nel Brahmaputra (Bihar) e nel Mahanadi (Orissa). I bengalesi lo chiamano Baagh Maach, che significa «pesce tigre». Generalmente predilige il corso medio-inferiore dei fiumi.

## Biologia
Lo squalo del Gange abita con un ridotto numero di esemplari le acque dolci, le zone costiere e gli estuari. Le sue abitudini alimentari sono incognite. Probabilmente è viviparo e i piccoli alla nascita sono lunghi 55-60 centimetri.

## Conservazione
Lo squalo del Gange si trova in grave pericolo di estinzione. Secondo l'Unione Internazionale per la Conservazione della Natura, è una delle 20 specie di squalo più minacciate del mondo. La sovrapesca, molto diffusa e tuttora in aumento, ha diminuito notevolmente il numero di questi squali. L'olio da essi ricavato, insieme a quello ottenuto dal platanista, è molto richiesto.

## Pericolo per l'uomo
Lo squalo del Gange potrebbe costituire una minaccia per l'uomo, ma questo non è mai stato provato con certezza. Sebbene alcuni lo considerino «estremamente pericoloso», è praticamente impossibile distinguere i suoi attacchi da quelli provocati dallo squalo leuca. Molto probabilmente questo squalo è un animale specialista che basa la sua alimentazione sui piccoli pesci. Tra le specie di squali pericolosi che vivono nel Gange, lo squalo leuca rappresenta una minaccia molto più concreta di questa specie estremamente minacciata ed elusiva.